# Khayla Pointer
Khayla Nicole Pointer (ur. 25 listopada 1998 w Marietta) – amerykańska koszykarka, występująca na pozycji rozgrywającej, obecnie zawodniczka Indiany Fever.

## Osiągnięcia
Stan na 6 marca 2023, na podstawie, o ile nie zaznaczono inaczej.

### NCAA
- Uczestniczka rozgrywek turnieju NCAA (2018, 2022)
- Ofensywna zawodniczka roku (2020)
- Koszykarka roku Luizjany (2021)
- MVP turnieju Junkanoo Jam Bimini Division (2019)
- Zaliczona do:
  - I składu:
    - konferencji Southeastern (SEC – 2021, 2022)
    - defensywnego SEC (2021)
    - turnieju Junkanoo Jam Bimini Division (2019)

  - II składu:
    - All-American (2022 przez Associated Press, Sports Illustrated)
    - SEC (2020)
    - All-Louisiana (2019, 2020)

  - III składu All-American (2022 przez USBWA)
  - składu:
    - SEC Academic Honor Roll (2019)
    - SEC Winter Honor Roll (2021)
- Liderka SEC w:
  - liczbie:
    - asyst (2022 – 168)
    - celnych (141) i oddanych (215) rzutów wolnych (2022)
    - oddanych rzutów:
      - z gry (2022 – 535)
      - za 2 punkty (2022 – 395)

    - rozegranych minut (2022 – 1183)

  - średniej rozegranych minut (2021 – 36,5, 2022 – 37)